# Odette Roux
Pour les articles homonymes, voir Roux.
Odette Roux, née Odette Loisit le 25 mai 1917 à La Boissière-des-Landes et morte le 30 janvier 2014 aux Sables-d'Olonne, est une femme politique française, membre du Parti communiste français. Maire des Sables d'Olonne de 1945 à 1947, elle est la première femme maire d'une sous-préfecture.

## Biographie

### Syndicalisme et Résistance
Elle fait ses études à l'école laïque puis à l'École normale, avant de prendre son premier poste d'institutrice en 1936. Elle adhère aux Jeunesses socialistes et au syndicat des instituteurs, où elle rencontre son futur époux Alfred Roux, instituteur, responsable des Jeunesses communistes aux Sables-d’Olonne, avec lequel elle aura une fille.
En janvier 1941, elle adhère au Parti communiste clandestin et entre dans la Résistance avec son mari. Ils sont arrêtés en mars 1943. Alfred Roux meurt fin juin, après trois jours d’interrogatoire. Sa femme poursuit seule la lutte dans la clandestinité.
À la libération de la Vendée, en août 1944, Odette Roux est associée à la mise en place du Parti dans le département ; elle représente aussi l’Assistance française (future Union des femmes françaises) et intègre à la demande du préfet le conseil municipal des Sables-d’Olonne. Elle a alors 27 ans. Elle raconte a posteriori au sujet des autres conseillers municipaux : « Tous me paraissaient très vieux et je me demandais ce que je venais faire là-dedans ». Elle commence cependant à s'intéresser aux affaires locales.

### Maire des Sables-d'Olonne
En 1945, Odette Roux figure sur la « liste d'union pour la résistance antifasciste » (socialistes, communistes et radicaux) aux élections municipales des Sables-d'Olonne, qui emporte au second tour, le 13 mai, la majorité des voix avec quinze élus (dont cinq communistes) sur vingt-sept conseillers. Odette Roux est élue maire par le nouveau conseil municipal le 18 mai et devient l'une des premières femmes maires de France et la première à administrer une sous-préfecture. C'est une surprise, non seulement en raison de l'âge et du sexe de la maire, mais aussi parce que sa liste détonne politiquement dans un département certes républicain, mais conservateur et catholique.
Pendant ses deux ans et demi de mandat de maire, Odette Roux est également :
- membre du bureau des maires de France,
- suppléante au comité central du Parti communiste (commission féminine),
- responsable départementale de l’Union des femmes françaises.

Elle doit s'occuper de la reconstruction de la ville endommagée par la guerre et relancer l'activité touristique de cette station balnéaire réputée. Le budget de la ville est multiplié par six. Les services municipaux sont renforcés, les ouvriers revalorisés, les personnes âgées assistées. La ville se dote d'une ambulance, d'une autopompe et d'un centre médico-social, le premier de Vendée. Chômeurs et prisonniers allemands sont mis au travail. Elle met en place les premières cantines, le « patronage » (ancêtre des centres de loisirs) et des colonies de vacances. Elle fait aussi aménager un jardin public sur la place d'armes, au centre-ville (la place de la Liberté). Elle fait installer un lycée public dans une ancienne abbaye (celle qui abrite aujourd’hui le musée de l'abbaye Sainte-Croix), appartenant alors à l'armée, qui s'en servait comme caserne.
Odette Roux n'est pas réélue maire lors des élections municipales d'octobre 1947 mais reste conseillère municipale jusqu'en 1959. Elle a aussi été candidate, sans succès, à des élections départementales et législatives. Elle prend sa retraite en 1972 et se retire de la vie politique.
Pendant deux ans, elle a été déléguée de la France à la Fédération démocratique internationale des femmes, à Berlin.
Elle meurt en 2014.

## Récompenses et distinctions

### Décorations
- Chevalier de la Légion d'honneur en janvier 2009[1]